# Пифари
Пифари (итал. Piffari) је насељено место у Републици Хрватској у Истарској жупанији. Административно је у саставу општине Жмињ.

## Историја
До територијалне реорганизације у Хрватској Гржини су били у саставу старе општине Ровињ.

## Становништво
Према задњем попису становништва у Хрватској 2011. године у насељу Пифари живело је 26 становника.
| Број становника по пописима | Број становника по пописима | Број становника по пописима | Број становника по пописима | Број становника по пописима | Број становника по пописима | Број становника по пописима | Број становника по пописима | Број становника по пописима | Број становника по пописима | Број становника по пописима | Број становника по пописима | Број становника по пописима | Број становника по пописима | Број становника по пописима | Број становника по пописима |
| --------------------------- | --------------------------- | --------------------------- | --------------------------- | --------------------------- | --------------------------- | --------------------------- | --------------------------- | --------------------------- | --------------------------- | --------------------------- | --------------------------- | --------------------------- | --------------------------- | --------------------------- | --------------------------- |
| 1857                        | 1869                        | 1880                        | 1890                        | 1900                        | 1910                        | 1921                        | 1931                        | 1948                        | 1953                        | 1961                        | 1971                        | 1981                        | 1991                        | 2001                        | 2011                        |
| 0                           | 0                           | 36                          | 39                          | 54                          | 70                          | 0                           | 0                           | 59                          | 72                          | 56                          | 53                          | 37                          | 35                          | 30                          | 26                          |

Напомена: У 1857., 1869., 1921. у 1931. подаци су садржани у насељу Жмињ, као и део податак 1880. U 1880. исказано под именом Пивари.